# Les Autels-Saint-Bazile
Les Autels-Saint-Bazile és un antic municipi francès situat al departament de Calvados i a la regió de Normandia. L'any 2019 tenia 49 habitants. Des del 1r de gener de 2016 es va integrar com municipi delegat en el municipi nou de Livarot-Pays-d'Auge que en reunir vint-i-dos antics municipis, és el més gros de tots els municipis nous.

## Demografia
El 2007 la població de fet era de 46 persones. Hi havia 20 famílies i 42 habitatges: 19 habitatges principals, 18 segones residències i 5 desocupats. La població ha evolucionat segons el següent gràfic:

## Economia
El 2007 la població en edat de treballar era de 32 persones, 29 eren actives i 3 eren inactives. L'any 2000 hi havia 8 explotacions agrícoles que conreaven un total de 280 hectàrees.